# Московський архітектурний інститут
Московський архітектурний інститут (державна академія) (МАрхІ) — вищий навчальний заклад, що випускає архітекторів. Заснований 1933 року. Інститут продовжив традиції московської архітектурної школи, організованої 1749 року князем Дмитром Ухтомським.

## Спеціальності
- Архітектура житлових та громадських будівель
- Архітектура промислових споруд
- Містобудування
- Реставрація та реконструкція будівель
- Архітектура сільських населених місць
- Ландшафтна архітектура
- Теорія та історія архітектури
- Основи теорії містобудування
- Дизайн архітектурного середовища

## Ректори інституту[3]
- 28.08.1930—29.09.1930 — Тоот Віктор Сигізмундович
- 29.09.1930—16.06.1931 —Миронов К. В.
- 16.06.1931—07.05.1933 — Боровков Яків Михайлович
- 07.05.1933—15.12.1936 — Сереженкін Михайло Афанасійович
- 15.12.1936—13.09.1937 — Людвіг Генріх Маврикійович
- 14.09.1937—02.10.1940 — Кабуковський Наум Сергійович
- 07.10.1940—17.07.1941 — Остапенко Михайло Андрійович
- 18.07.1941—16.10.1941 — Скородумов Петро Миколайович
- 16.10.1941—01.05.1942 — Алтухов Олександр Семенович
- 01.05.1942—03.11.1942 — Скородумов Петро Миколайович
- 03.11.1942—24.03.1944 — Чалдимов Андрій Костянтинович
- 24.03.1944—03.11.1944 — Остапенко Михайло Андрійович
- 03.11.1944—18.10.1945 — Чалдимов Андрій Костянтинович
- 18.10.1945—30.12.1947 — Ніколаєв Іван Сергійович (1901—1979)
- 30.12.1947—28.01.1948 — Смирнов Віктор Іванович
- 28.01.1948—02.03.1957 — Кропотов Володимир Миколайович
- 02.03.1957—15.12.1958 — Казіатко Андрій Гаврилович
- 15.12.1958—02.07.1970 — Ніколаєв Іван Сергійович
- 02.07.1970—14.04.1987 — Соколов Юрій Миколайович
- 14.04.1987—30(?).04.1987 — Шедов В. П. (в.о.)
- 01(?).05.1987—24.07.1987 — Пронін Євген Семенович (в.о.)
- 24.07.1987—2007 — Кудрявцев Олександр Петрович
- 2007 — дотепер — Швидковський Дмитро Олегович

## Відомі викладачі
- Чернишов Сергій Єгорович (1881–1963)
- Колейчук В'ячеслав Фомич (1941) — радянський та російський художник, представник кінетичного напрямку в сучасному мистецтві.
- Кринський Володимир Федорович (1890–1971)
- Смирнов Гліб Борисович (1908–1981)
- Глазичев В'ячеслав Леонідович (1940–2012)
- Михайлов Борис Петрович (1901–1969), викладав з 1943 до 1949 року
- Воронцов Олексій Ростиславович (1951)
- Попов Сергій Вікторович (1971)
- Асс Євген Вікторович (з 1989, професор з 1995)

## Відомі випускники
- Азізян Ірина Атиківна (1935–2009) — російський мистецтвознавець, архітектор, живописець. Доктор мистецтвознавства, професор, член Союзу художників та Союзу архітекторів Росії, член правління Асоціації мистецтвознавців.
- Алдоніна Римма Петрівна (1928) — архітектор, поет, співачка, член авторського колективу сатиричного ансамблю «Кохінор і Рейсшинка» при ЦДА.
- Архипова Ірина Костянтинівна (1925–2010) — співачка (мецо-сопрано). Солістка Великого театру 1956-88 років.
- Блохін Василь Михайлович (1895–1955) — діяч ВЧК-ОДПУ-НКВС-МДБ СРСР, згодом позбавлений звання генерал-майора.
- Бродський Олександр Савович (1955) — російський архітектор, художник, професор Міжнародної академії архітектури.
- Вознесенський Андрій Андрійович (1933–2010) — російський поет, прозаїк, художник, архітектор. Один із відомих поетів-шестидесятників.
- Данелія Георгій Миколайович (1930) — грузинський та російський кінорежисер і сценарист.
- Кривоглаз Осип Борисович (1918) — київський архітектор і живописець.
- Кудрявцев Михайло Петрович (1938–1993) — архітектор, історик російської архітектури й містобудування, художник, реставратор, поет,
- Кавельмахер Вольфганг Вольфгангович (1933–2004) — історик давньоруської архітектури, архітектор-реставратор.
- Лопяло Карл Карлович (1914–1979) — художник, архітектор, графік, живописець, автор безлічі графічних реконструкцій відомих пам'яток архітектури.
- Макаревич Андрій Вадимович (1953) — співак, поет, композитор, письменник, художник, продюсер, телеведучий та лідер рок-гурту «Машина времени».
- Наліч Петро Андрійович (1981) — російський співак і композитор, лідер гурту «Музичний колектив Петра Наліча».
- Ополовніков Олександр Вікторович (1911–1994) — радянський та російський вчений, архітектор, реставратор, академік, доктор архітектури.
- Рясков Олег Станіславович (1961) — російський кінорежисер, продюсер, письменник, сценарист, лауреат міжнародних кінофестивалів.
- Савченко Марк Романович (1932–2009) — російський архітектор, теоретик архітектури.
- Скуратов Сергій Олександрович (1955) — російський архітектор, лауреат численних російських та міжнародних конкурсів.
- Слюнькова Інеса Миколаївна — доктор архітектури, член-кореспондент Російської академії архітектури й будівельних наук
- Ушац Михайло Лазарович — карикатурист.
- Шарапов Вадим Михайлович (1924—2014) — київський архітектор.